# 昔卜
昔卜
（德宏傣语：ᥔᥤᥴ ᥙᥨᥝᥳ），另译迪波，中国史籍称锡箔，第二次世界大战缅甸战场中文译作“西保”或“细胞”，是缅甸掸邦皎梅县昔卜镇区下辖的一个镇。它距曼德勒东北200公里。

## 图集

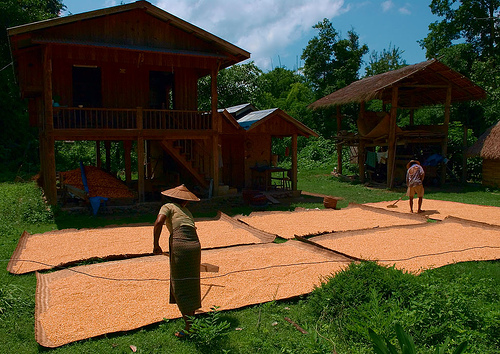
当地民房
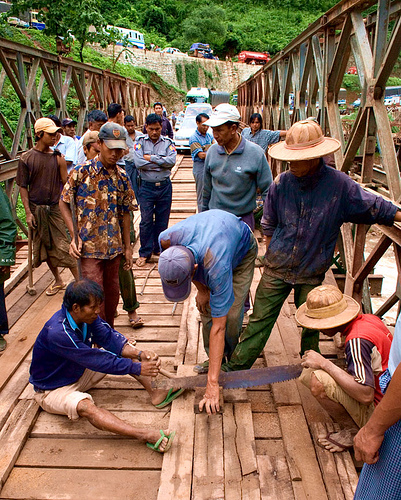
当地人造桥
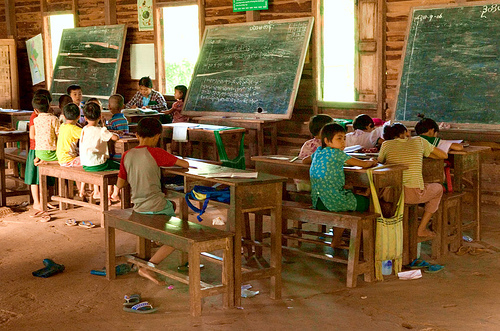
村小学
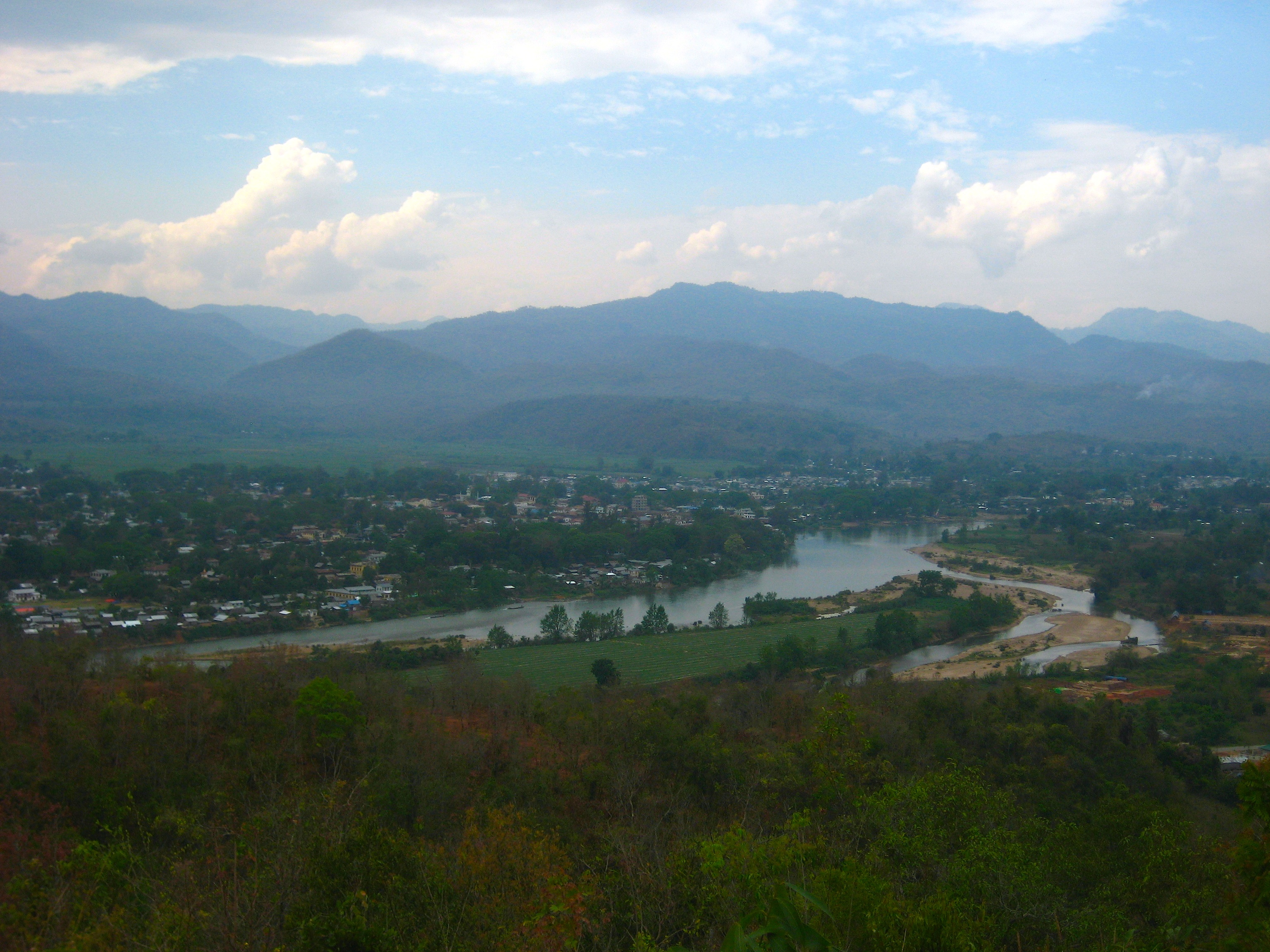
俯瞰